# Medizinischer Fakultätentag
Der Medizinische Fakultätentag (MFT) ist der Verband der medizinischen Ausbildungs- und Forschungsstätten in Deutschland. Seine Mitglieder erbringen Leistungen in der Lehre und Forschung auf den Gebieten der Human- und Zahnmedizin sowie der Gesundheitswissenschaften. Insgesamt werden in über 70 verschiedenen Studiengängen rund 150.000 Studierende ausgebildet. Der Verband ist als gemeinnütziger Verein organisiert und hat seinen Sitz in Berlin.

## Geschichte und Aufgaben
Der Medizinische Fakultätentag wurde am 4. Januar 1913 in Halle (Saale) unter der Leitung von Adolf Schmidt ins Leben gerufen. Seit seiner Gründung setzt er sich für die Verbesserung der Ausbildungs- und Forschungsbedingungen an deutschen Universitäten ein und fördert deren Vernetzung. Zudem fungiert er als wichtiger Ansprechpartner für politische Entscheidungsträger.
Der Verband umfasst 40 stimmberechtigte medizinische Fakultäten und Ausbildungsstätten in Deutschland. Darüber hinaus ist er auf europäischer Ebene mit medizinischen Fakultäten aus den Nachbarländern vernetzt, die als Gastfakultäten auftreten. Der Medizinische Fakultätentag finanziert sich überwiegend über Mitgliedsbeiträge.
Die hochschulmedizinischen Einrichtungen, die Teil des Verbands sind, generieren jährlich rund 2 Milliarden Euro an Drittmitteln für Forschungsprojekte. Zudem sind über 220.000 Mitarbeiter insgesamt in den Bereichen Forschung, Lehre und Krankenversorgung tätig.
Gemeinsam mit dem Verband der Universitätsklinika Deutschlands (VUD) bildet der MFT den Deutsche Hochschulmedizin e. V.
Jährlich veranstaltet der MFT den Ordentlichen Medizinischen Fakultätentag (oMFT), der an wechselnden Standorten der Mitgliedsfakultäten stattfindet. Diese Jahrestagung bietet eine Plattform für den Austausch zu aktuellen Fragen der universitären Medizin. Sie richtet sich an Vertreter der Hochschulmedizin, der Gesundheits- und Forschungspolitik sowie der Gesellschaft. Auch Studierende sind regelmäßig Teil der Veranstaltung.
Der MFT hat mehrere zentrale Initiativen auf den Weg gebracht. Dazu gehört der Nationale Kompetenzbasierte Lernzielkatalog Medizin (NKLM), der 2015 in seiner ersten Version veröffentlicht wurde. Der NKLM dient als Referenzwerk für die Gestaltung von Lehre und Prüfungen an den medizinischen Fakultäten und Hochschulen in Deutschland. In einem kontinuierlichen und strukturierten Prozess wird der Lernzielkatalog unter der Verantwortung des MFT weiterentwickelt. An diesem Prozess sind Experten verschiedener medizinischer Fachrichtungen sowie Medizinstudierende beteiligt, die inhaltliche Vorschläge erarbeiten.
Ein weiteres Projekt des MFT ist der Master of Medical Education (MME). Dieser Studiengang wurde 2004 von den Mitgliedern des MFT auf dessen Initiative hin entwickelt und wird heute von verschiedenen Fakultäten organisiert und betreut. Die Studierenden sind an der Ruprechts-Karls-Universität Heidelberg eingeschrieben. Ziel des MME ist es, die Qualität der medizinischen Lehre zu steigern und das Fachwissen von Lehrenden und Führungskräften im Hochschulbereich gezielt zu vertiefen.
Der MME richtet sich an Dozenten und Führungskräfte, die für die Konzeption und Umsetzung des Medizinstudiums verantwortlich sind. Durch den Studiengang erhalten sie die Möglichkeit, sich praxisnah mit modernen Lehr- und Ausbildungsmethoden auseinanderzusetzen. Der MME fördert das Verständnis für innovative pädagogische Ansätze und vermittelt den Teilnehmenden Kompetenzen, um an ihren Hochschulen aktiv als Multiplikatoren zu wirken. Insbesondere sollen sie neue didaktische Techniken kompetent einsetzen und so zur Weiterentwicklung der medizinischen Ausbildung beitragen. Der MME unterstützt damit die Professionalisierung der Lehre, die Förderung zukunftsweisender Bildungsansätze sowie die Qualifizierung von Ausbildungstrainern (train the trainer) und Führungskräften insbesondere aus der Hochschulmedizin.
Der MFT betreibt außerdem das PJ-Portal, eine zentrale Plattform für die Vergabe der Plätze für das Praktische Jahr (PJ) an Universitätskliniken, Akademischen Lehrkrankenhäusern und teilweise in Akademischen Lehrpraxen. Das Portal wird technisch von der Universität Münster umgesetzt. Die Finanzierung des Portals erfolgt durch die beteiligten Ausbildungsstätten.
Ein weiteres zentrales Arbeitsfeld des MFT ist die Förderung von Clinician-Scientist-Programmen, die an zahlreichen Fakultäten eingerichtet wurden. Diese Programme zielen darauf ab, klinisch tätigen Ärzten die Möglichkeit zu bieten, neben ihrer Tätigkeit in der Patientenversorgung auch wissenschaftlich zu arbeiten. Sie richten sich insbesondere an den wissenschaftlichen Nachwuchs, dem durch strukturierte Programme und Freiräume gezielt Zeit für eigene Forschungsprojekte eingeräumt wird. Auf diese Weise wird die wissenschaftliche Karriere von Ärzten gefördert und die Verbindung von Forschung und klinischer Praxis nachhaltig gestärkt. Der MFT begleitet diese Programme aktiv, insbesondere durch politische Unterstützung und Vernetzung der beteiligten Standorte auf nationaler Ebene.
Neben diesen Projekten bearbeitet der MFT viele weitere Themen im Bereich der medizinischen Lehre und Forschung.

## Das Präsidium
Das Präsidium des Medizinischen Fakultätentags trägt die Gesamtverantwortung für den Verband. Es wird von der Mitgliederversammlung gewählt und arbeitet ehrenamtlich. Die Mitglieder des Präsidiums sind in strategische Entscheidungsprozesse eingebunden und vertreten den MFT nach außen.
Vorstand
- Martina Kadmon (Augsburg), Präsidentin
- Bernd Weber (Bonn), Vizepräsident
- Roland Frankenberger (Marburg), Schatzmeister
- Frank Wissing (Berlin), Generalsekretär

Präsidiumsmitglieder
- Daniela Dieterich (Magdeburg)
- Gereon Fink (Köln)
- Lutz Hein (Freiburg)
- Blanche Schwappach-Pignataro (Hamburg)
- Joachim Spranger (Berlin)
- Esther Troost (Dresden)

## Mitglieder
Die Mitglieder des Medizinischen Fakultätentags tragen maßgeblich zur medizinischen Spitzenforschung und Ausbildung in Deutschland bei. Sie sind an Standorten im gesamten Bundesgebiet vertreten:
- Medizinische Fakultät der RWTH Aachen
- Medizinische Fakultät der Universität Augsburg
- Charité – Universitätsmedizin Berlin
- Medizinische Fakultät der Universität Bielefeld OWL
- Medizinische Fakultät der Universität Bochum
- Medizinische Universität Lausitz – Carl Thiem
- Medizinische Fakultät der Rheinische Friedrich-Wilhelms-Universität Bonn
- Medizinische Fakultät der Technische Universität Dresden
- Medizinische Fakultät der Heinrich-Heine-Universität Düsseldorf
- Medizinische Fakultät der Friedrich-Alexander-Universität Erlangen-Nürnberg
- Medizinische Fakultät der Universität Duisburg Essen
- Medizinische Fakultät der Universität Frankfurt – Fachbereich Medizin
- Medizinische Fakultät der Albert-Ludwigs-Universität Freiburg
- Fachbereich Medizin der Justus-Liebig-Universität Gießen
- Universitätsmedizin Göttingen
- Universitätsmedizin Greifswald
- Medizinische Fakultät der Martin-Luther-Universität Halle-Wittenberg
- Medizinische Fakultät der Universität Hamburg
- Medizinische Hochschule Hannover
- Medizinische Fakultät der Ruprecht-Karls-Universität Heidelberg
- Medizinische Fakultät der Universität des Saarlandes
- Medizinische Fakultät der Universität Jena
- Medizinische Fakultät der Christian-Albrechts-Universität zu Kiel
- Medizinische Fakultät der Universität zu Köln
- Medizinische Fakultät der Universität Leipzig
- Sektion Medizin der Universität Lübeck
- Medizinische Fakultät der Otto-von-Guericke-Universität Magdeburg
- Medizinische Fakultät der Johannes Gutenberg-Universität Mainz
- Universitätsmedizin Mannheim der Ruprecht-Karls-Universität Heidelberg
- Medizinische Fakultät der Philipps-Universität Marburg
- Medizinische Fakultät der LMU München
- TUM School of Medicine and Health an der Technischen Universität München
- Medizinische Fakultät der Westfälische Wilhelms-Universität Münster
- Medizinische Fakultät der Universität Münster
- Fakultät VI für Medizin und Gesundheitswissenschaften der Carl von Ossietzky Universität Oldenburg
- Fakultät für Medizin der Universität Regensburg
- Universitätsmedizin Rostock
- Medizinische Fakultät der Eberhard Karls Universität Tübingen
- Medizinische Fakultät der Universität Ulm
- Medizinische Fakultät der Universität Witten/Herdecke
- Medizinische Fakultät der Julius-Maximilians-Universität Würzburg

## Fakultätentage
- 1926: Halle
- 1927: Halle
- 1931: Göttingen
- 1960: München
- 1974: Köln
- 1975: Düsseldorf
- 1976: Hamburg
- 1977: Bonn
- 1978: Münster
- 1979: München
- 1980: Aachen
- 1981: Mainz
- 1982: Freiburg
- 1984: Homburg
- 1987: Tübingen
- 2003: Lübeck
- 2005: Jena
- 2006: Greifswald
- 2007: Aachen
- 2008: Heidelberg
- 2009: Leipzig
- 2010: Hannover
- 2011: Rostock
- 2012: Göttingen
- 2013: Halle
- 2014: Frankfurt am Main
- 2015: Kiel
- 2016: Würzburg
- 2017: Hamburg
- 2018: Mainz
- 2019: Tübingen
- 2022: Essen
- 2023: Jena
- 2024: Bonn
- 2025: Freiburg
- 2026: Dresden

## Veröffentlichungen
- Landkarte Hochschulmedizin. Stuttgart 2007.
- Innovationen im Medizinstudium. Berlin 2011.